# Margarita Teresa de Austria
Margarita María de Austria y Habsburgo (Madrid, 12 de julio de 1651-Viena, 12 de marzo de 1673) fue una infanta de España de ascendencia española y alemana, además de emperatriz del Sacro Imperio Romano Germánico por su matrimonio con su tío y a la vez primo, el emperador Leopoldo I.

## Biografía

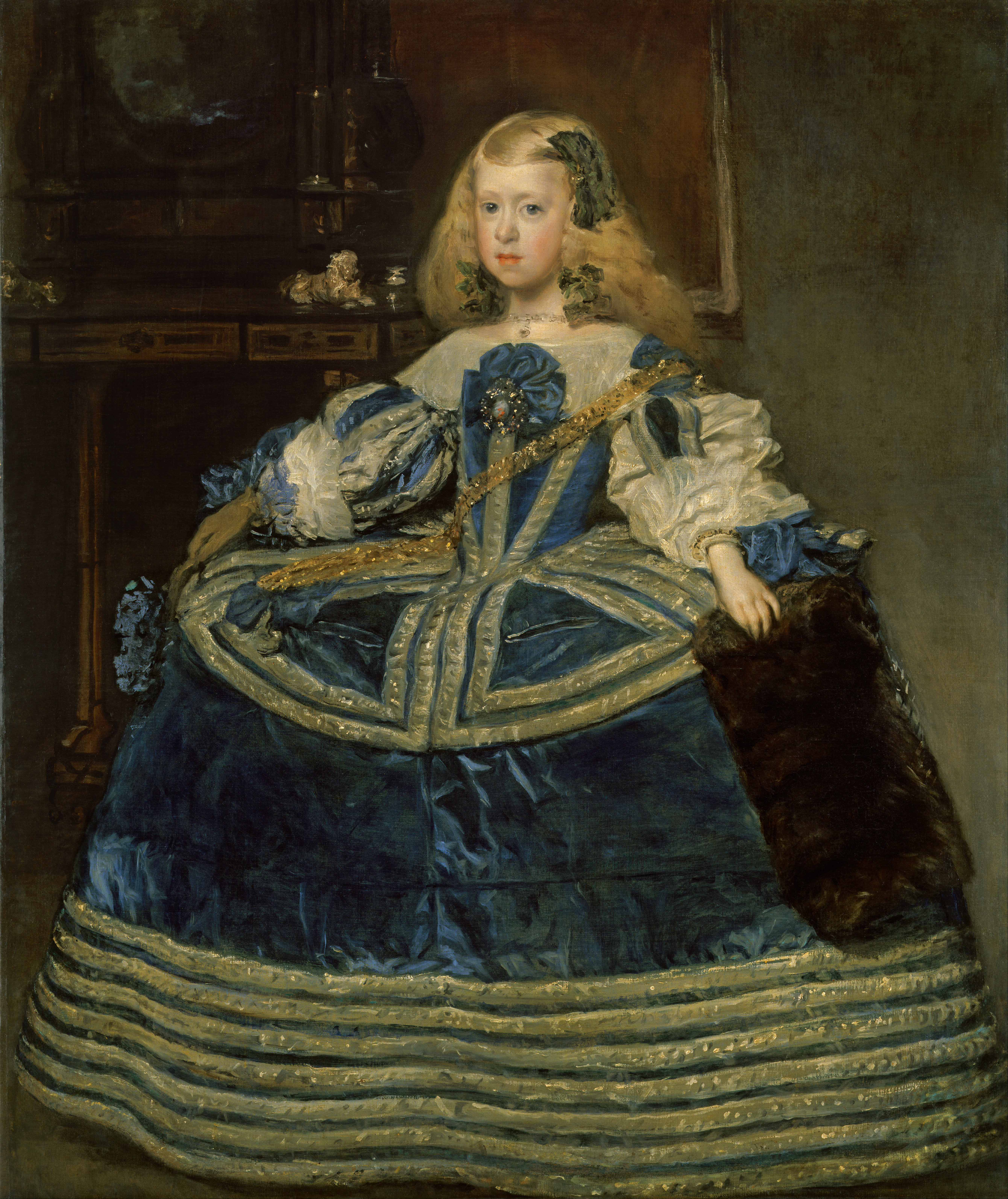
La infanta Margarita Teresa con vestido azul por Velázquez, 1659 (Museo de Historia del Arte de Viena).

La infanta Margarita Teresa era hija del rey Felipe IV de España y de su sobrina y segunda esposa, la archiduquesa Mariana de Austria y, por tanto, hermana del rey Carlos II. A partir de 1660 se convirtió en una valiosa pieza de la política de Estado, que podía posibilitar la reconciliación entre las dos ramas de los Habsburgo, distanciadas desde la Paz de Westfalia.
Pronto fue prometida a su tío, el emperador Leopoldo I, hermano de su madre Mariana. El conde de Pötting fue enviado a la corte de Madrid para cumplir con las funciones de la embajada imperial en la temprana fecha de 1663, teniendo entre sus principales objetivos el conseguir la mano de la infanta para su señor Leopoldo I. El 6 de abril de 1663 se publicaron los esponsales, siendo firmadas las capitulaciones el 18 de diciembre de ese mismo año por el dicho conde de Pötting y por el duque de Medina de las Torres.
Tras la muerte de su padre en septiembre de 1665, su madre, la reina Mariana, quedaba como regente de la monarquía en nombre de su hermano Carlos II, que entonces contaba apenas con cuatro años de edad.
La fragilidad de la regencia que Felipe IV legaba a la monarquía tras su muerte, le obligó a establecer en su testamento unas cláusulas que contemplaran todas las posibilidades de sucesión posibles (cláusulas 15 y 16). Según las mismas, la rama francesa quedaba completamente excluida de la herencia en virtud de la renuncia a sus derechos por parte de la infanta María Teresa, hija de Felipe IV e Isabel de Borbón, tras su matrimonio con el monarca francés Luis XIV, acordado durante la Paz de los Pirineos. En ningún momento Felipe IV contempló la posibilidad de que el monarca francés o sus herederos pudieran acceder a la sucesión de la monarquía hispánica en caso de muerte prematura de Carlos II. La herencia (en caso de muerte del joven rey) recaería en los sucesores de la infanta Margarita Teresa, entonces prometida del emperador Leopoldo I, es decir, se seguía la lógica habsbúrguica de fidelidad a la familia y a la dinastía. La siguiente mujer destinada a continuar la línea sucesoria sería la hermana de Felipe IV, la emperatriz María, mujer del emperador Fernando III, la ya fallecida madre de Mariana de Austria, por lo que serían sus descendientes (Leopoldo I, o los hijos que este pudiera tener con Margarita Teresa, pues se suponían que esta iba a renunciar también a sus derechos tras su matrimonio con el emperador que se celebraría en vida de Carlos II), los llamados a la sucesión.
Los Habsburgo debían recoger estos derechos, tras los cuales estaba la Casa de Saboya que recibía también su candidatura a través de una mujer, la tía de Felipe IV, la infanta Catalina Micaela, hija de Felipe II que se había casado con el duque Carlos Manuel I de Saboya; sus descendientes debían ostentar la corona en caso del agotamiento de la candidatura de los Habsburgo austriacos. En definitiva, la sucesión francesa quedó descartada en el testamento de un Felipe IV fiel a la tradicional alianza entre las dos ramas de la Casa de Austria.
Los poderes sucesorios de Margarita Teresa pudieron plantear diversas controversias en el seno de las discusiones políticas del Consejo de Estado y a pesar de su temprano compromiso con el emperador Leopoldo, la infanta no dejó de ser una candidata a la sucesión en potencia desde su nacimiento hasta su matrimonio (cuyas negociaciones fueron ralentizadas intencionadamente tanto por Felipe IV como por Mariana de Austria).
En 1657 nació el príncipe Felipe Próspero, que vivió sólo cuatro años, pues murió el 1 de noviembre de 1661, planteando de nuevo la cuestión sucesoria. Francia, tras la muerte de este último, volvió la mirada hacia su reina María Teresa, hija primogénita de Felipe IV: si su hermana se casara con el emperador y las renunciaciones de los Pirineos se consideraran nulas, la herencia podría recaer en los descendientes de Luis XIV. No obstante, este espejismo duró apenas cinco días, pues el 6 de noviembre nacía el futuro Carlos II, circunstancia que abrió de nuevo las esperanzas de sucesión masculina para la monarquía hispánica. Sin embargo, la débil salud del niño hizo temer en no pocos momentos por su supervivencia, lo que hacía que las grandes cortes europeas tuviesen que jugar sus cartas ante una posible muerte prematura del heredero.

### Matrimonio
El matrimonio de Margarita Teresa era un asunto de suma importancia para el futuro de la monarquía, pues en el testamento de Felipe IV la herencia de las infantas era una facultad casi inalienable. El derecho castellano no excluía a las mujeres ni de la línea sucesoria, ni de los derechos de heredabilidad y esta circunstancia tuvo importantes consecuencias en la formulación del testamento del rey. No obstante y a pesar de todo, los derechos sucesorios primaban al varón sobre la mujer, por lo que el príncipe era quien heredaba el trono, mientras las infantas, unidas en matrimonio con otros monarcas o con el emperador, generalmente tenían que renunciar a estos derechos sucesorios que ostentaban casi en igualdad de condiciones con sus hermanos varones.
Las diversas situaciones que podían producirse a lo largo de la minoridad de Carlos II obligaron a Felipe IV a tomar muchas precauciones. Podían producirse diversas circunstancias: la muerte de la reina regente Mariana de Austria, la de Carlos II o la de ambos; siendo la más importante la segunda, es decir, el fallecimiento del heredero universal, lo cual conduciría al nombramiento de otros herederos que venían dictaminados a través de las mujeres de la dinastía Habsburgo, preferentemente de la rama austriaca. La principal candidata considerada por el rey para heredar la Monarquía tras una supuesta muerte de Carlos II, fue la infanta Margarita Teresa, destinada desde su nacimiento a casarse con el emperador. No obstante, el matrimonio de la infanta con Leopoldo I sufrió unas demoras inusitadas durante el reinado de Felipe IV. Las verdaderas razones de tal retraso no hacían sino responder a los entresijos de la política internacional del momento: una previsible minoría de edad complicada, la posible muerte prematura de un heredero universal, así como la lucha encarnizada de las grandes cortes europeas por la vastísima herencia territorial de la monarquía católica. Sin embargo, tanto Felipe IV como la reina Mariana deseaban vivamente que su hija se convirtiese en esposa del emperador Leopoldo I, como muestra la correspondencia de ambos con la monja Sor María de Ágreda.
El testamento de Felipe IV (1665) no hacía ninguna alusión al posible matrimonio de Margarita con Leopoldo I, lo cual confirmaría el hecho de que el monarca dilató intencionadamente esta promesa nupcial con la esperanza de que, en caso de primera necesidad, su hija heredara el trono de la monarquía. Es decir, el rey habría querido evitar el matrimonio para asegurar los derechos de su hija y solventar el gran problema que habría supuesto la prematura muerte del débil Carlos. Por otra parte, Felipe IV, en la cláusula 21 de su testamento dejaba entrever que le podía suceder tanto un hijo como una hija:

[...] para que como tal tutora del hijo o hija suyo y mío que me sucediere tenga todo el gobierno y regimiento de todos mis reinos en paz y en guerra hasta que el hijo o hija que me sucediere tenga catorce años cumplidos para poder gobernar [...]

Mientras en Madrid, Felipe IV retenía a su hija ante un posible agravamiento del problema sucesorio, en Viena al emperador Leopoldo I le urgía el casamiento con Margarita Teresa por tres razones: la necesidad de un heredero; asegurar su candidatura a heredar la monarquía hispánica en caso del fallecimiento de Carlos II, pues Luis XIV, su gran rival, había conseguido contraer nupcias con la primogénita de Felipe IV, lo cual le convertía en el máximo competidor en la cuestión sucesoria; y, finalmente, porque el matrimonio con la infanta ayudaría a reavivar unas relaciones entre las dos ramas de la Casa de Austria que estaban sufriendo un ligero enfriamiento iniciado ya a mediados del siglo XVII.

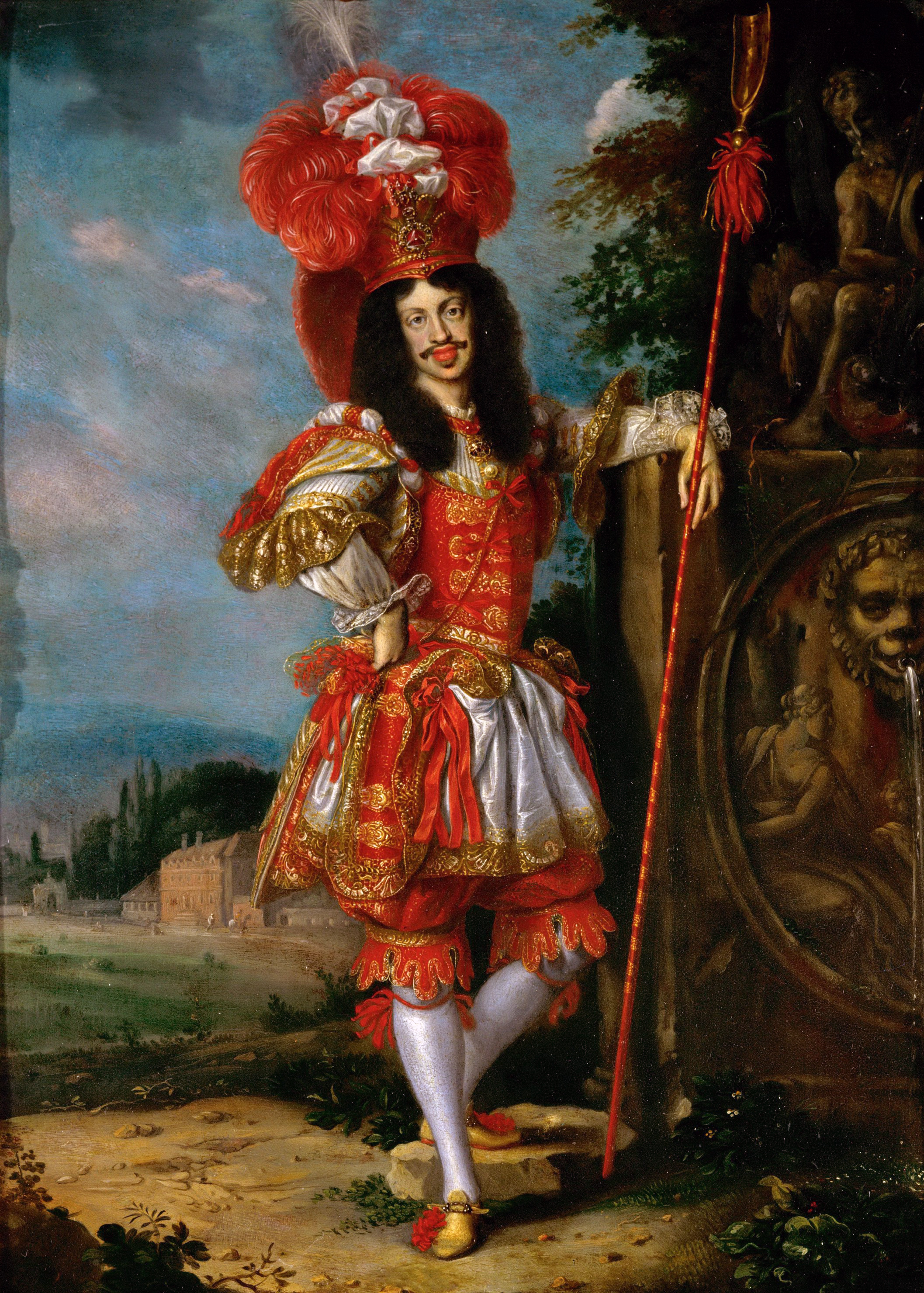
El emperador Leopoldo I con traje de teatro por Jan Thomas, Museo de Historia del Arte de Viena, 1667

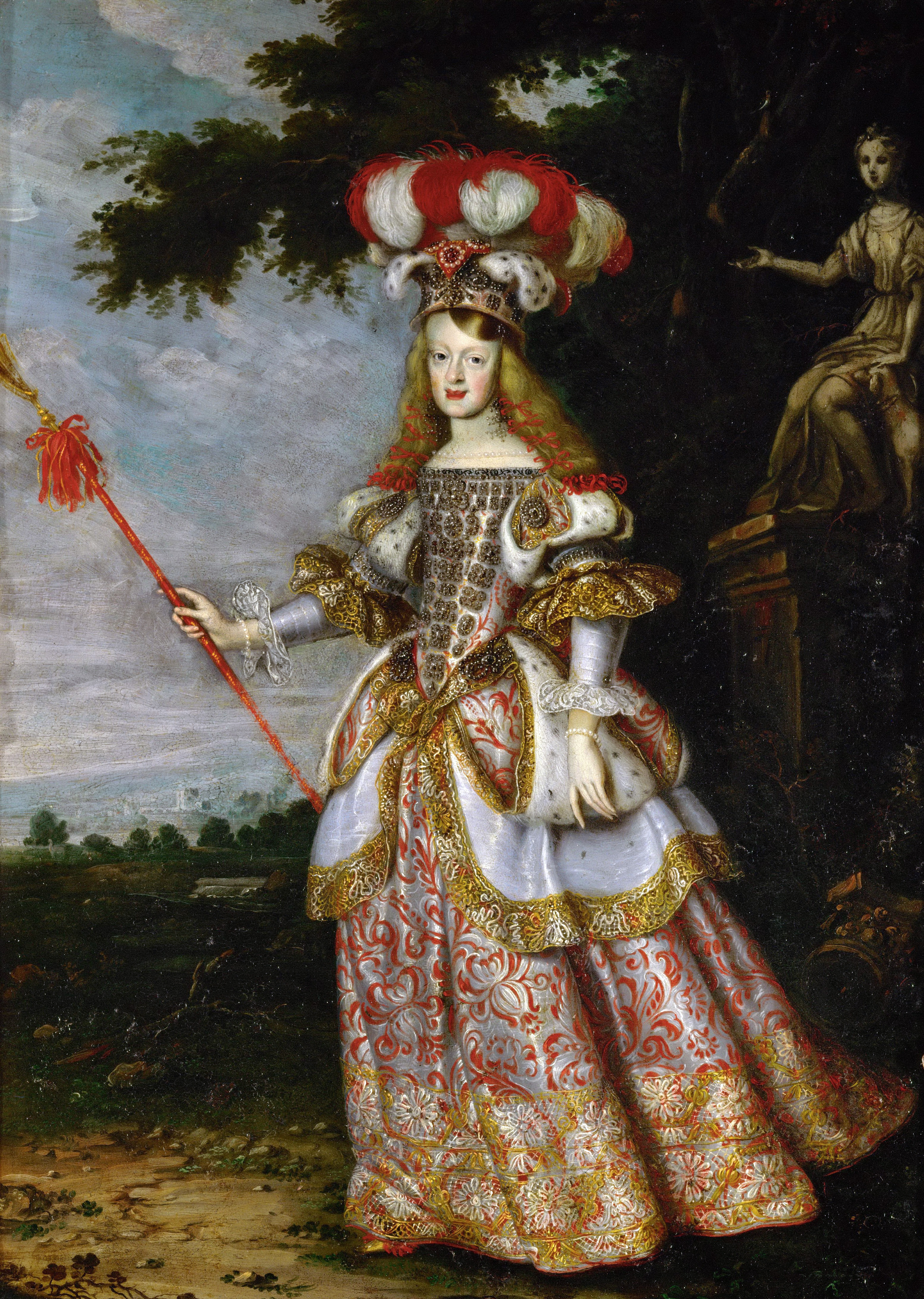
La emperatriz Margarita Teresa con traje de teatro por Jan Thomas, Museo de Historia del Arte de Viena de Viena, 1667

Cuando Mariana de Austria accedió a la regencia en septiembre de 1665, Leopoldo I y sus consejeros vieron en ella uno de los principales baluartes de la política exterior del Sacro Imperio Romano Germánico por ser esta hermana del emperador. Leopoldo pensó que con Mariana en el poder se agilizarían los trámites de su matrimonio, pero no fue así. El hecho de que Felipe IV no hubiera citado su compromiso con Margarita Teresa en su testamento, le obligó a desplegar todas las estrategias diplomáticas posibles para agilizar la salida de la infanta de la corte madrileña con destino a Viena. Además de su embajador ordinario, el conde de Pötting, Leopoldo envió a Madrid al barón de Lisola como embajador extraordinario para negociar este asunto. Refuerzo diplomático al que se sumó el conde de Harrach como agente temporal en octubre de 1665.
Las razones aducidas desde Madrid para postergación de los desposorios del emperador y la infanta, fueron la urgencia en la solución de otros problemas más acuciantes en los inicios de la regencia, e incluso el descuido no intencionado de la regente; sin embargo, la razón de fondo seguía siendo el problema sucesorio, había que esperar prudencialmente a que el rey niño diera indicios que certificaran su capacidad de supervivencia.
Finalmente, los desposorios se celebraron por poderes el día de Pascua 25 de abril de 1666 en la Capilla Real de Madrid representando al emperador Ramiro Núñez de Guzmán, II duque de Medina de las Torres, en presencia del pequeño Carlos II y de la reina Mariana, con asistencia del conde de Pötting, embajador imperial, y de los grandes de la Corte. Para su viaje a Alemania fue designado como camarero mayor el duque de Alburquerque.
La emperatriz infanta y su comitiva salían de Madrid el 28 de abril con destino a Denia, donde, después de reposar unos días, embarcó en la Armada Real de España, a la que escoltaban las galeras de Malta y las del gran duque de Toscana el 16 de julio. De allí la armada se dirigió a Barcelona, a donde llegó el 18 de julio, acompañada de 27 galeras, siendo recibida con grandes salvas recién cumplidos los quince años y festejada todo el tiempo que permaneció en la ciudad condal. En ella la emperatriz se sintió levemente indispuesta lo que retrasó la partida hasta el 10 de agosto en que la comitiva embarcó de nuevo con rumbo a Finale a donde llegaron el 20 de agosto y donde la emperatriz fue recibida por don Luis Guzmán Ponce de León, gobernador del Estado de Milán. La comitiva partió de Finale el 1 de septiembre llegando a la ciudad de Milán el día 11 del mismo mes, aunque la entrada triunfal no se realizase hasta el día 15. El 24 de septiembre dejaban la capital lombarda prosiguiendo el camino por tierras del Milanesado hasta llegar a la ciudad de Venecia. El 8 de octubre se hizo la jornada a Roveredo, primer lugar del principado obispado de Trento que era el punto designado para verificar las solemnes entregas que se llevaron a cabo el 10 de octubre. El duque de Alburquerque, en nombre del rey y de la reina gobernadora entregó a la emperatriz al príncipe de Dietrichstein y al cardenal Harrach, obispo de Trento, nombrados para este efecto por Leopoldo I.
El 20 de octubre partía la nueva comitiva de Roveredo, atravesando el Tirol, pasando por Carintia y Estiria, y llegando el 25 de noviembre a Schottwien, a doce leguas de Viena, donde fue a buscarla el emperador.
La entrada oficial en Viena tuvo lugar finalmente el 5 de diciembre. Los festejos que tuvieron lugar en la capital austriaca con motivo del imperial matrimonio fueron de los más espléndidos de toda la época barroca.
Uno de los eventos más sobresalientes durante el reinado de ambos fue el estreno de la ópera Il pomo d'oro (La manzana de oro) del compositor italiano Antonio Cesti, en julio de 1668 y considerado il più grande spettacolo del secolo. Esta suntuosa representación es comúnmente considerada como la culminación de la ópera barroca en Viena durante el siglo XVII.
La emperatriz Margarita falleció en Viena el 12 de marzo de 1673, a los veintiún años de edad, a consecuencia de secuelas del difícil parto de su cuarta hija. Sus restos reposan en la cripta de los Capuchinos de Viena.

### Ancestros
| \| \| \| \| \| \| \| \| \| \| \| \| \| \| \| \| \| \| \| \| 16. Carlos I de España \| \| \| \| \| \| \| \| \| \| \| \| \| \| \| \| \| \| \| \| \| \| \| \| \| \| \| \| \| \| \| \| \| \| \| \| \| \| \| \| \| \| \| \| \| \| \| \| \| \| \| \| \| \| 8. Felipe II de España \| \| \| \| \| \| \| \| \| \| \| \| \| \| \| \| \| \| \| \| \| \| \| \| \| \| \| \| \| \| \| \| \| \| \| \| \| \| \| \| \| \| \| \| \| \| \| \| \| \| \| \| \| \| 17. Isabel de Portugal \| \| \| \| \| \| \| \| \| \| \| \| \| \| \| \| \| \| \| \| \| \| \| \| \| \| \| \| \| \| \| \| \| \| \| \| \| \| \| \| \| \| \| \| \| \| \| \| \| \| \| \| \| \| 4. Felipe III de España \| \| \| \| \| \| \| \| \| \| \| \| \| \| \| \| \| \| \| \| \| \| \| \| \| \| \| \| \| \| \| \| \| \| \| \| \| \| \| \| \| \| \| \| \| \| \| \| \| \| \| \| \| \| 18. Maximiliano II de Habsburgo \| \| \| \| \| \| \| \| \| \| \| \| \| \| \| \| \| \| \| \| \| \| \| \| \| \| \| \| \| \| \| \| \| \| \| \| \| \| \| \| \| \| \| \| \| \| \| \| \| \| \| \| \| \| 9. Ana de Austria \| \| \| \| \| \| \| \| \| \| \| \| \| \| \| \| \| \| \| \| \| \| \| \| \| \| \| \| \| \| \| \| \| \| \| \| \| \| \| \| \| \| \| \| \| \| \| \| \| \| \| \| \| \| 19. María de Habsburgo \| \| \| \| \| \| \| \| \| \| \| \| \| \| \| \| \| \| \| \| \| \| \| \| \| \| \| \| \| \| \| \| \| \| \| \| \| \| \| \| \| \| \| \| \| \| \| \| \| \| \| \| \| \| 2. Felipe IV de España \| \| \| \| \| \| \| \| \| \| \| \| \| \| \| \| \| \| \| \| \| \| \| \| \| \| \| \| \| \| \| \| \| \| \| \| \| \| \| \| \| \| \| \| \| \| \| \| \| \| \| \| \| \| 20. Fernando I de Habsburgo \| \| \| \| \| \| \| \| \| \| \| \| \| \| \| \| \| \| \| \| \| \| \| \| \| \| \| \| \| \| \| \| \| \| \| \| \| \| \| \| \| \| \| \| \| \| \| \| \| \| \| \| \| \| 10. Carlos II de Estiria(I) \| \| \| \| \| \| \| \| \| \| \| \| \| \| \| \| \| \| \| \| \| \| \| \| \| \| \| \| \| \| \| \| \| \| \| \| \| \| \| \| \| \| \| \| \| \| \| \| \| \| \| \| \| \| 21. Ana de Bohemia y Hungría \| \| \| \| \| \| \| \| \| \| \| \| \| \| \| \| \| \| \| \| \| \| \| \| \| \| \| \| \| \| \| \| \| \| \| \| \| \| \| \| \| \| \| \| \| \| \| \| \| \| \| \| \| \| 5. Margarita de Austria \| \| \| \| \| \| \| \| \| \| \| \| \| \| \| \| \| \| \| \| \| \| \| \| \| \| \| \| \| \| \| \| \| \| \| \| \| \| \| \| \| \| \| \| \| \| \| \| \| \| \| \| \| \| 22. Alberto V de Baviera \| \| \| \| \| \| \| \| \| \| \| \| \| \| \| \| \| \| \| \| \| \| \| \| \| \| \| \| \| \| \| \| \| \| \| \| \| \| \| \| \| \| \| \| \| \| \| \| \| \| \| \| \| \| 11. María Ana de Baviera \| \| \| \| \| \| \| \| \| \| \| \| \| \| \| \| \| \| \| \| \| \| \| \| \| \| \| \| \| \| \| \| \| \| \| \| \| \| \| \| \| \| \| \| \| \| \| \| \| \| \| \| \| \| 23. Ana de Habsburgo-Jagellón \| \| \| \| \| \| \| \| \| \| \| \| \| \| \| \| \| \| \| \| \| \| \| \| \| \| \| \| \| \| \| \| \| \| \| \| \| \| \| \| \| \| \| \| \| \| \| \| \| \| \| \| \| \| 1. Margarita Teresa de Austria \| \| \| \| \| \| \| \| \| \| \| \| \| \| \| \| \| \| \| \| \| \| \| \| \| \| \| \| \| \| \| \| \| \| \| \| \| \| \| \| \| \| \| \| \| \| \| \| \| \| \| \| \| \| 10. Carlos II de Estiria \| \| \| \| \| \| \| \| \| \| \| \| \| \| \| \| \| \| \| \| \| \| \| \| \| \| \| \| \| \| \| \| \| \| \| \| \| \| \| \| \| \| \| \| \| \| \| \| \| \| \| \| \| \| 12. Fernando II de Habsburgo \| \| \| \| \| \| \| \| \| \| \| \| \| \| \| \| \| \| \| \| \| \| \| \| \| \| \| \| \| \| \| \| \| \| \| \| \| \| \| \| \| \| \| \| \| \| \| \| \| \| \| \| \| \| 25. María Ana de Baviera \| \| \| \| \| \| \| \| \| \| \| \| \| \| \| \| \| \| \| \| \| \| \| \| \| \| \| \| \| \| \| \| \| \| \| \| \| \| \| \| \| \| \| \| \| \| \| \| \| \| \| \| \| \| 6. Fernando III de Habsburgo \| \| \| \| \| \| \| \| \| \| \| \| \| \| \| \| \| \| \| \| \| \| \| \| \| \| \| \| \| \| \| \| \| \| \| \| \| \| \| \| \| \| \| \| \| \| \| \| \| \| \| \| \| \| 26. Guillermo V de Baviera \| \| \| \| \| \| \| \| \| \| \| \| \| \| \| \| \| \| \| \| \| \| \| \| \| \| \| \| \| \| \| \| \| \| \| \| \| \| \| \| \| \| \| \| \| \| \| \| \| \| \| \| \| \| 13. María Ana de Baviera \| \| \| \| \| \| \| \| \| \| \| \| \| \| \| \| \| \| \| \| \| \| \| \| \| \| \| \| \| \| \| \| \| \| \| \| \| \| \| \| \| \| \| \| \| \| \| \| \| \| \| \| \| \| 27. Renata de Lorena \| \| \| \| \| \| \| \| \| \| \| \| \| \| \| \| \| \| \| \| \| \| \| \| \| \| \| \| \| \| \| \| \| \| \| \| \| \| \| \| \| \| \| \| \| \| \| \| \| \| \| \| \| \| 3. Mariana de Austria \| \| \| \| \| \| \| \| \| \| \| \| \| \| \| \| \| \| \| \| \| \| \| \| \| \| \| \| \| \| \| \| \| \| \| \| \| \| \| \| \| \| \| \| \| \| \| \| \| \| \| \| \| \| 8. Felipe II de España \| \| \| \| \| \| \| \| \| \| \| \| \| \| \| \| \| \| \| \| \| \| \| \| \| \| \| \| \| \| \| \| \| \| \| \| \| \| \| \| \| \| \| \| \| \| \| \| \| \| \| \| \| \| 4. Felipe III de España \| \| \| \| \| \| \| \| \| \| \| \| \| \| \| \| \| \| \| \| \| \| \| \| \| \| \| \| \| \| \| \| \| \| \| \| \| \| \| \| \| \| \| \| \| \| \| \| \| \| \| \| \| \| 9. Ana de Austria \| \| \| \| \| \| \| \| \| \| \| \| \| \| \| \| \| \| \| \| \| \| \| \| \| \| \| \| \| \| \| \| \| \| \| \| \| \| \| \| \| \| \| \| \| \| \| \| \| \| \| \| \| \| 7. María Ana de España \| \| \| \| \| \| \| \| \| \| \| \| \| \| \| \| \| \| \| \| \| \| \| \| \| \| \| \| \| \| \| \| \| \| \| \| \| \| \| \| \| \| \| \| \| \| \| \| \| \| \| \| \| \| 10. Carlos II de Estiria \| \| \| \| \| \| \| \| \| \| \| \| \| \| \| \| \| \| \| \| \| \| \| \| \| \| \| \| \| \| \| \| \| \| \| \| \| \| \| \| \| \| \| \| \| \| \| \| \| \| \| \| \| \| 5. Margarita de Austria-Estiria \| \| \| \| \| \| \| \| \| \| \| \| \| \| \| \| \| \| \| \| \| \| \| \| \| \| \| \| \| \| \| \| \| \| \| \| \| \| \| \| \| \| \| \| \| \| \| \| \| \| \| \| \| \| 25. Princesa María Ana de Baviera \| \| \| \| \| \| \| \| \| \| \| \| \| \| \| \| \| \| \| \| \| \| \| \| \| \| \| \| \| \| \| \| \| \| \| \| \| \| \| \| \| \| \| \| \| \| \| \| \| \| \| \| |                                   |  |  |  |  |  |  |  |  |  |  |  |  |  |  |  |
| |                                   |  |  |  |  |  |  |  |  |  |  |  |  |  |  |  |
| | 16. Carlos I de España            |  |  |  |  |  |  |  |  |  |  |  |  |  |  |  |
| |                                   |  |  |  |  |  |  |  |  |  |  |  |  |  |  |  |
| |                                   |  |  |  |  |  |  |  |  |  |  |  |  |  |  |  |
| | 8. Felipe II de España            |  |  |  |  |  |  |  |  |  |  |  |  |  |  |  |
| |                                   |  |  |  |  |  |  |  |  |  |  |  |  |  |  |  |
| |                                   |  |  |  |  |  |  |  |  |  |  |  |  |  |  |  |
| | 17. Isabel de Portugal            |  |  |  |  |  |  |  |  |  |  |  |  |  |  |  |
| |                                   |  |  |  |  |  |  |  |  |  |  |  |  |  |  |  |
| |                                   |  |  |  |  |  |  |  |  |  |  |  |  |  |  |  |
| | 4. Felipe III de España           |  |  |  |  |  |  |  |  |  |  |  |  |  |  |  |
| |                                   |  |  |  |  |  |  |  |  |  |  |  |  |  |  |  |
| |                                   |  |  |  |  |  |  |  |  |  |  |  |  |  |  |  |
| | 18. Maximiliano II de Habsburgo   |  |  |  |  |  |  |  |  |  |  |  |  |  |  |  |
| |                                   |  |  |  |  |  |  |  |  |  |  |  |  |  |  |  |
| |                                   |  |  |  |  |  |  |  |  |  |  |  |  |  |  |  |
| | 9. Ana de Austria                 |  |  |  |  |  |  |  |  |  |  |  |  |  |  |  |
| |                                   |  |  |  |  |  |  |  |  |  |  |  |  |  |  |  |
| |                                   |  |  |  |  |  |  |  |  |  |  |  |  |  |  |  |
| | 19. María de Habsburgo            |  |  |  |  |  |  |  |  |  |  |  |  |  |  |  |
| |                                   |  |  |  |  |  |  |  |  |  |  |  |  |  |  |  |
| |                                   |  |  |  |  |  |  |  |  |  |  |  |  |  |  |  |
| | 2. Felipe IV de España            |  |  |  |  |  |  |  |  |  |  |  |  |  |  |  |
| |                                   |  |  |  |  |  |  |  |  |  |  |  |  |  |  |  |
| |                                   |  |  |  |  |  |  |  |  |  |  |  |  |  |  |  |
| | 20. Fernando I de Habsburgo       |  |  |  |  |  |  |  |  |  |  |  |  |  |  |  |
| |                                   |  |  |  |  |  |  |  |  |  |  |  |  |  |  |  |
| |                                   |  |  |  |  |  |  |  |  |  |  |  |  |  |  |  |
| | 10. Carlos II de Estiria(I)       |  |  |  |  |  |  |  |  |  |  |  |  |  |  |  |
| |                                   |  |  |  |  |  |  |  |  |  |  |  |  |  |  |  |
| |                                   |  |  |  |  |  |  |  |  |  |  |  |  |  |  |  |
| | 21. Ana de Bohemia y Hungría      |  |  |  |  |  |  |  |  |  |  |  |  |  |  |  |
| |                                   |  |  |  |  |  |  |  |  |  |  |  |  |  |  |  |
| |                                   |  |  |  |  |  |  |  |  |  |  |  |  |  |  |  |
| | 5. Margarita de Austria           |  |  |  |  |  |  |  |  |  |  |  |  |  |  |  |
| |                                   |  |  |  |  |  |  |  |  |  |  |  |  |  |  |  |
| |                                   |  |  |  |  |  |  |  |  |  |  |  |  |  |  |  |
| | 22. Alberto V de Baviera          |  |  |  |  |  |  |  |  |  |  |  |  |  |  |  |
| |                                   |  |  |  |  |  |  |  |  |  |  |  |  |  |  |  |
| |                                   |  |  |  |  |  |  |  |  |  |  |  |  |  |  |  |
| | 11. María Ana de Baviera          |  |  |  |  |  |  |  |  |  |  |  |  |  |  |  |
| |                                   |  |  |  |  |  |  |  |  |  |  |  |  |  |  |  |
| |                                   |  |  |  |  |  |  |  |  |  |  |  |  |  |  |  |
| | 23. Ana de Habsburgo-Jagellón     |  |  |  |  |  |  |  |  |  |  |  |  |  |  |  |
| |                                   |  |  |  |  |  |  |  |  |  |  |  |  |  |  |  |
| |                                   |  |  |  |  |  |  |  |  |  |  |  |  |  |  |  |
| | 1. Margarita Teresa de Austria    |  |  |  |  |  |  |  |  |  |  |  |  |  |  |  |
| |                                   |  |  |  |  |  |  |  |  |  |  |  |  |  |  |  |
| |                                   |  |  |  |  |  |  |  |  |  |  |  |  |  |  |  |
| | 10. Carlos II de Estiria          |  |  |  |  |  |  |  |  |  |  |  |  |  |  |  |
| |                                   |  |  |  |  |  |  |  |  |  |  |  |  |  |  |  |
| |                                   |  |  |  |  |  |  |  |  |  |  |  |  |  |  |  |
| | 12. Fernando II de Habsburgo      |  |  |  |  |  |  |  |  |  |  |  |  |  |  |  |
| |                                   |  |  |  |  |  |  |  |  |  |  |  |  |  |  |  |
| |                                   |  |  |  |  |  |  |  |  |  |  |  |  |  |  |  |
| | 25. María Ana de Baviera          |  |  |  |  |  |  |  |  |  |  |  |  |  |  |  |
| |                                   |  |  |  |  |  |  |  |  |  |  |  |  |  |  |  |
| |                                   |  |  |  |  |  |  |  |  |  |  |  |  |  |  |  |
| | 6. Fernando III de Habsburgo      |  |  |  |  |  |  |  |  |  |  |  |  |  |  |  |
| |                                   |  |  |  |  |  |  |  |  |  |  |  |  |  |  |  |
| |                                   |  |  |  |  |  |  |  |  |  |  |  |  |  |  |  |
| | 26. Guillermo V de Baviera        |  |  |  |  |  |  |  |  |  |  |  |  |  |  |  |
| |                                   |  |  |  |  |  |  |  |  |  |  |  |  |  |  |  |
| |                                   |  |  |  |  |  |  |  |  |  |  |  |  |  |  |  |
| | 13. María Ana de Baviera          |  |  |  |  |  |  |  |  |  |  |  |  |  |  |  |
| |                                   |  |  |  |  |  |  |  |  |  |  |  |  |  |  |  |
| |                                   |  |  |  |  |  |  |  |  |  |  |  |  |  |  |  |
| | 27. Renata de Lorena              |  |  |  |  |  |  |  |  |  |  |  |  |  |  |  |
| |                                   |  |  |  |  |  |  |  |  |  |  |  |  |  |  |  |
| |                                   |  |  |  |  |  |  |  |  |  |  |  |  |  |  |  |
| | 3. Mariana de Austria             |  |  |  |  |  |  |  |  |  |  |  |  |  |  |  |
| |                                   |  |  |  |  |  |  |  |  |  |  |  |  |  |  |  |
| |                                   |  |  |  |  |  |  |  |  |  |  |  |  |  |  |  |
| | 8. Felipe II de España            |  |  |  |  |  |  |  |  |  |  |  |  |  |  |  |
| |                                   |  |  |  |  |  |  |  |  |  |  |  |  |  |  |  |
| |                                   |  |  |  |  |  |  |  |  |  |  |  |  |  |  |  |
| | 4. Felipe III de España           |  |  |  |  |  |  |  |  |  |  |  |  |  |  |  |
| |                                   |  |  |  |  |  |  |  |  |  |  |  |  |  |  |  |
| |                                   |  |  |  |  |  |  |  |  |  |  |  |  |  |  |  |
| | 9. Ana de Austria                 |  |  |  |  |  |  |  |  |  |  |  |  |  |  |  |
| |                                   |  |  |  |  |  |  |  |  |  |  |  |  |  |  |  |
| |                                   |  |  |  |  |  |  |  |  |  |  |  |  |  |  |  |
| | 7. María Ana de España            |  |  |  |  |  |  |  |  |  |  |  |  |  |  |  |
| |                                   |  |  |  |  |  |  |  |  |  |  |  |  |  |  |  |
| |                                   |  |  |  |  |  |  |  |  |  |  |  |  |  |  |  |
| | 10. Carlos II de Estiria          |  |  |  |  |  |  |  |  |  |  |  |  |  |  |  |
| |                                   |  |  |  |  |  |  |  |  |  |  |  |  |  |  |  |
| |                                   |  |  |  |  |  |  |  |  |  |  |  |  |  |  |  |
| | 5. Margarita de Austria-Estiria   |  |  |  |  |  |  |  |  |  |  |  |  |  |  |  |
| |                                   |  |  |  |  |  |  |  |  |  |  |  |  |  |  |  |
| |                                   |  |  |  |  |  |  |  |  |  |  |  |  |  |  |  |
| | 25. Princesa María Ana de Baviera |  |  |  |  |  |  |  |  |  |  |  |  |  |  |  |
| |                                   |  |  |  |  |  |  |  |  |  |  |  |  |  |  |  |
| |                                   |  |  |  |  |  |  |  |  |  |  |  |  |  |  |  |

### Descendencia
Del matrimonio entre Margarita Teresa y Leopoldo I nacieron cuatro hijos:
- Fernando Wenceslao de Austria (1667-1668), archiduque de Austria.
- María Antonia de Austria (1669-1692), archiduquesa de Austria. Fue depositaria de los derechos de sucesión a la monarquía hispánica durante muchos años ante una posible muerte de Carlos II, así como prometida oficial del mismo hasta que durante el gobierno de Juan José de Austria se decidió el matrimonio con María Luisa de Orleans para así afianzar la paz con Francia.[19] Contrajo matrimonio con el elector Maximiliano II Manuel de Baviera. Ambos fueron padres de José Fernando de Baviera, nombrado heredero de la monarquía católica por Carlos II en su testamento de septiembre de 1696.[20]
- Juan Leopoldo de Austria (1670), archiduque de Austria.
- María Ana Antonia de Austria (1672), archiduquesa de Austria.

## Apariciones en el arte

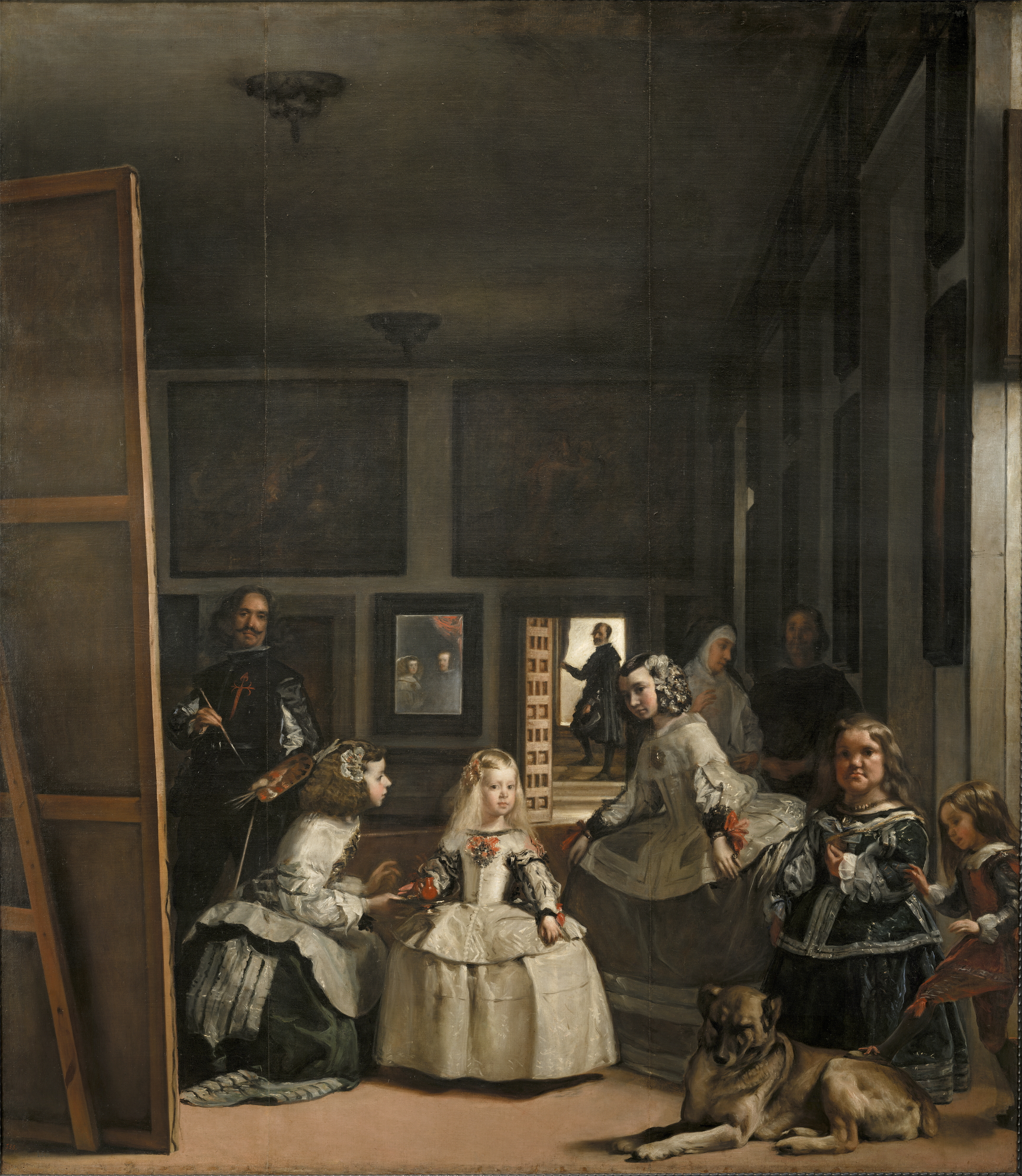
Las Meninas.

Margarita Teresa fue uno de los personajes más retratados por el pintor Diego Velázquez. Ella es la protagonista de Las Meninas (1656), obra cumbre de la pintura universal de todos los tiempos, donde se la ve rodeada de sus meninas (damas de compañía), así como de otros personajes de la corte española. Otros tres retratos de la infanta realizados por Velázquez se conservan en el Kunsthistorisches Museum de Viena: La infanta Margarita con vestido rosa (1653), La infanta Margarita en blanco y plata (1656) y La infanta Margarita con vestido azul. Otro retrato, Retrato de la Infanta Margarita a los 15 años (1665), pintado por el yerno de Velázquez, Juan Bautista Martínez del Mazo se atribuyó alguna vez al menos en parte al sevillano. Estos retratos responden en su mayoría a las solicitudes remitidas a la corte española desde diferentes lugares y muy en especial desde la corte de Viena, donde residía Leopoldo I, prometido de la infanta.
Otro retrato de la infanta, atribuido tradicionalmente a Velázquez, se conserva en el Museo del Louvre de París. Ha sido recientemente puesto en duda por los estudiosos de arte en cuanto a su autoría se refiere, a pesar de lo cual es obra de gran importancia histórica, por la fascinación que ejerció en los artistas franceses del siglo XIX. Varios de ellos viajaron a Madrid a visitar el Museo del Prado tras conocer esta obra.
Margarita Teresa no solo fue retratada por Velázquez, también se conservan otros retratos de Juan Bautista Martínez del Mazo ("Retrato de la infanta Margarita con traje de luto" fechado en 1666), Jan Thomas, Gérard Duchâteau, etc.